# Де Гаспери (Тревизо)
Де Гаспери је насеље у Италији у округу Тревизо, региону Венето.
Према процени из 2011. у насељу је живело 34 становника. Насеље се налази на надморској висини од 64 м.